# Poręby (Nowa Jamka)
Poręby (niem. Sorge) – przysiółek wsi Nowa Jamka w Polsce, położony w województwie opolskim, w powiecie opolskim, w gminie Dąbrowa.
Od 1950 r. miejscowość należy administracyjnie do województwa opolskiego.